# 140 (число)
140 (сто сорок) — натуральное число, расположенное между числами 139 и 141. Оно не является простым числом, а относительно последовательности простых чисел расположено между 139 и 149.

## В математике
- Сумма первых семи квадратов
- 140 является гармоническим числом делителя.

### Геометрия
- Геометрический угол в 140° относится к разряду тупых углов

Угол в 140 градусов

## География
- Всего на 2007 год в Антарктике обнаружено более 140 подледниковых озёр.

## Военное дело
- В СССР была 140-я стрелковая дивизия
- 140-й пехотный Зарайский полк

## Время
- 19 мая — 140-й в високосные годы | 20 мая — 140-й день года
- Года:

140 год до н. э. | 140 год | 140-е до н. э. | 140-е года

## Техника

### Модели техники
- Региональный грузо-пассажирский самолёт Ан-140
- советский ракетный подводный крейсер стратегического назначения К-140
- Немецкая подводная лодка U-140
- Третий экспериментальный космический корабль Космос-140
- Эскадренные миноносцы типа V-140
- Региональный реактивный самолёт Embraer ERJ 140

## Другие области
Twitter ограничивает сообщения 140 символами.
Стандартным темпом для инструменталов в баттл-рэпе является 140 bpm. Также в честь этого числа была названа одноимённая баттл-рэп площадка.